# David Berger National Memorial
Das David Berger National Memorial wurde zum Gedenken an David Mark Berger errichtet. Er war ein US-Bürger, der als Sportler für Israel 1972 antrat.
Berger gehörte zu den elf israelischen Sportlern, die bei der "Geiselnahme von München" während der Olympischen Sommerspiele 1972 getötet wurden.
Berger war ein 28-jähriger Gewichtheber. Das Denkmal ist dem Gedenken an David Berger und der anderen zehn getöteten Athleten gewidmet.
Die schwarze Stahlskulptur, die wie gebrochene olympische Ringe aussieht, soll die Unterbrechung der Olympischen Spiele in München darstellen. Die elf Segmente, auf denen die Ringe angebracht sind, stehen für die elf getöteten Sportler. Die Skulptur wurde von dem gebürtigen Rumänen David E. Davis angefertigt.
Die Skulptur wurde 1975 auf dem Rasen des Mayfield Jewish Community Center (3505 Mayfield Road) in Cleveland Heights aufgestellt. Das National Memorial wurde am 5. März 1980 genehmigt. Wegen des Abbruchs des Mayfield Center im Jahr 2005, wurde das Denkmal zum Mandel Jewish Community Center (26001 South Woodland Road) in Beachwood versetzt. Obwohl das Denkmal offiziell unter der Aufsicht des Cuyahoga-Valley-Nationalparks steht, wird die Wartung des Denkmals von der Gemeinde vorgenommen.